# Betty Boop
Betty Boop – postać animowana stworzona przez Grima Natwicka dla wytwórni Fleischer Studios i Paramount Pictures. Powstało 99 czarno-białych krótkometrażowych filmów o Betty. Betty zadebiutowała w filmie Stopping the Show z 12 sierpnia 1932. W USA głosu tej postaci użyczyła Mae Questel.

## Cenzura
W 1934 roku został wydany Kodeks Haysa, który zakazał pokazywania niektórych wątków, a zwłaszcza seksu. Dlatego w 1935 roku biuro Haysa nakazało zakończyć serię filmów o Betty. Ostatni krótkometrażowy film o Betty został wyprodukowany w 1939 roku.

## Po II wojnie światowej
W latach 50. XX wieku filmy z Betty były emitowane już w telewizji amerykańskiej. W latach 60. XX wieku National Television Assosacies dostał prawo do koloryzacji filmów o Betty. W 1974 i 1980 powstały pełnometrażowe filmy o niej. W 1988 roku wystąpiła w filmie Kto wrobił królika Rogera?. Sporadyczne występowanie po wojnie wyjaśniła: Trudno o pracę odkąd mamy kolor.
W latach 2004–2008 w animowanym reality show Przerysowani pojawiła się Toot Braunstein – postać będąca jej parodią.